# Christophe Fratin

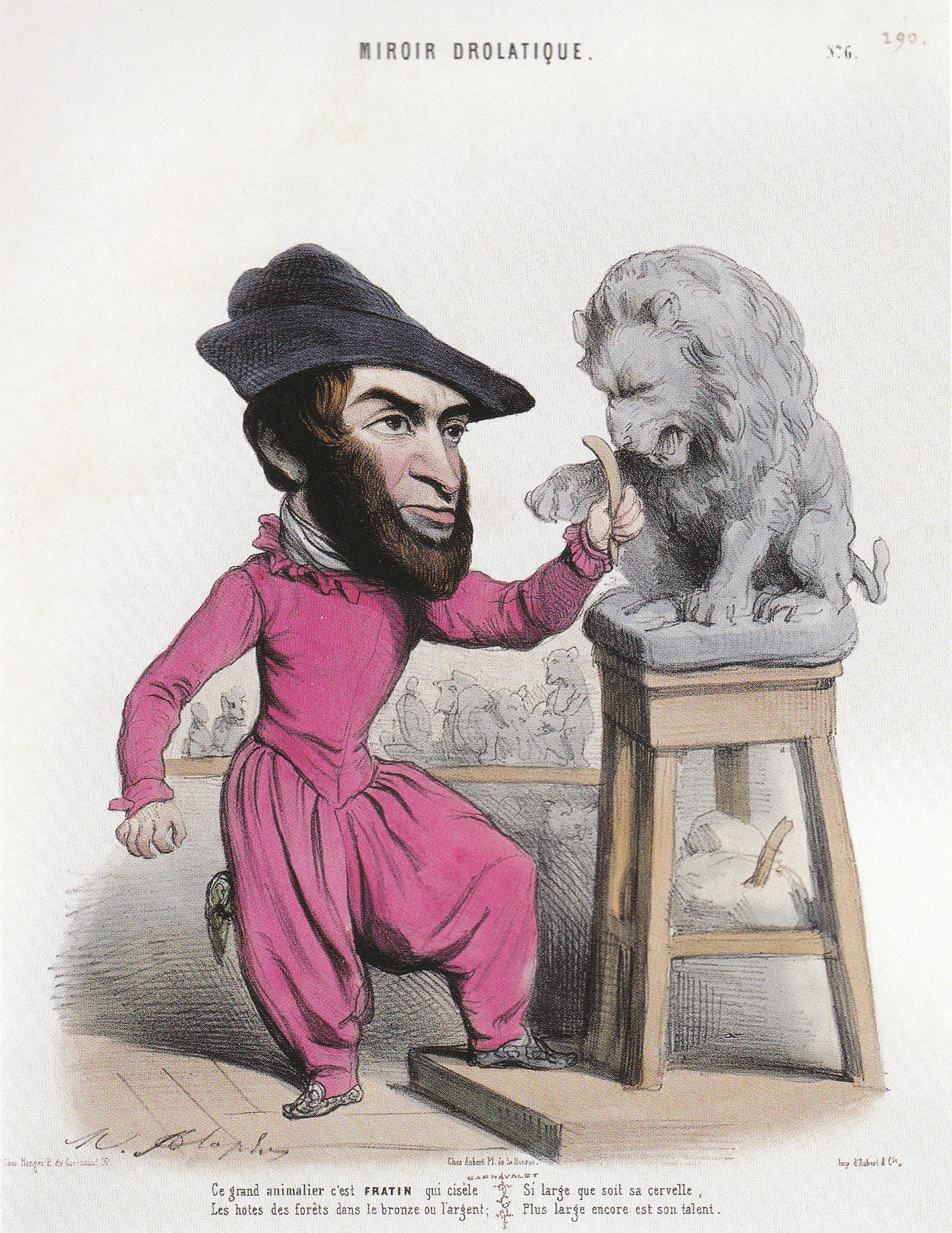
Fratin bei der Arbeit, Lithographie Miroire drolatique.

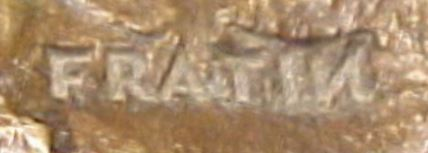
Signatur von Christophe Fratin

Christophe Fratin (* 1. Januar 1801 in Metz; † 17. August 1864 in Le Raincy) war ein französischer Bildhauer. Sein bekanntestes Werk in Deutschland war die bekrönende Figur der Adlersäule in Berlin.

## Leben
Fratin war der Sohn des Präparators Henry Fratin in Metz. Bei ihm begann er eine Ausbildung, wandte sich dann aber ab etwa 1821 der Kunst zu. Er erlernte zunächst das Zeichnen an der Zeichenschule von Charles Augustin Pioche in Metz und arbeitete später in Paris im Atelier von Théodore Géricault.
Fratin fertigte vorwiegend Abbildungen von Tieren. Zu seinen Motiven gehörten Pferde wie Fermer, Cheval Anglais pur-sang (mit dem er 1831 auf dem Salon de Paris debütierte), vielfach vermenschlichte Bären, aber auch Raubkatzen, Rotwild, Vögel und viele andere. In den Jahren von 1831 bis 1842 und 1850 bis 1862 stellte er auf dem Salon de Paris und 1851 auf der Great Exhibition in London aus.
Fratin erhielt Aufträge wie die Skulptur Deux Aigles Gardant Leur Proie (Adler und Beute, entworfen 1850), die 1863 im Central Park von New York City aufgestellt wurde. Am Berliner Schloss schuf Fratin die bekrönende Figur der Adlersäule, die 1846 errichtet und 1950 bis auf das Kapitell zerstört wurde. Am Pariser Square de Montrouge (heute Place Ferdinand-Brunot) stand von 1852 bis 1942 seine kolossale Bronzegruppe mit dem Titel Cheval attaqué par un lion, die im Zuge der Deutschen Besetzung Frankreichs im Zweiten Weltkrieg 1942 eingeschmolzen wurde.
Fratin erhielt viele Aufträge vom französischen Staat, darunter Gruppen für den botanischen Garten und den öffentlichen Raum in Metz; darunter Gruppen wie zwei Hunde, ein Hirsch, ein Pferd und einige Adler. Zahlreiche bronzene Tierplastiken stellte er für die Potsdamer und Babelsberger Schlösser her. Er produzierte zudem eine Reihe von skurrilen Bärenskulpturen, darunter Ours jouant de la cornemuse, die einen Bären mit einem Musikinstrument zeigt. Neben seinen großfigurigen Werken fertigte er eine Reihe von kleineren Bronzen. Seine Skulpturen können heute im Louvre sowie in den Museen von Metz, Lyon, Straßburg, Nîmes, im Peabody Institute in Baltimore und im Archiv der Georg und Alice Eisler-Stiftung in Wien besichtigt werden.
Zur Signatur seiner Bronzen benutzte Fratin verschiedene Stempel, mit denen er seinen Nachnamen in Blockbuchstaben abbildete.
 Einer der verwendeten Stempel (siehe Abbildung) trug wegen eines Fehlers bei der Herstellung ein spiegelverkehrtes N am Ende seines Namens.

Fratin verstarb 1864 in Le Raincy und wurde auf dem Friedhof von Montmartre beigesetzt. In Metz ist die Straße Rue Fratin nach ihm benannt.

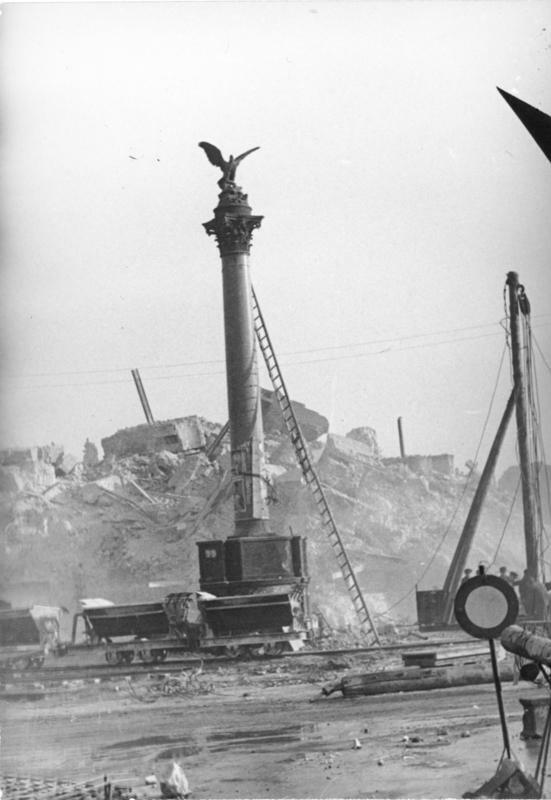
Adlersäule (1846) am Berliner Schloss
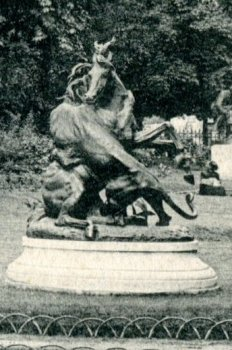
Cheval attaqué par un lion (1852) am Pariser Square de Montrouge
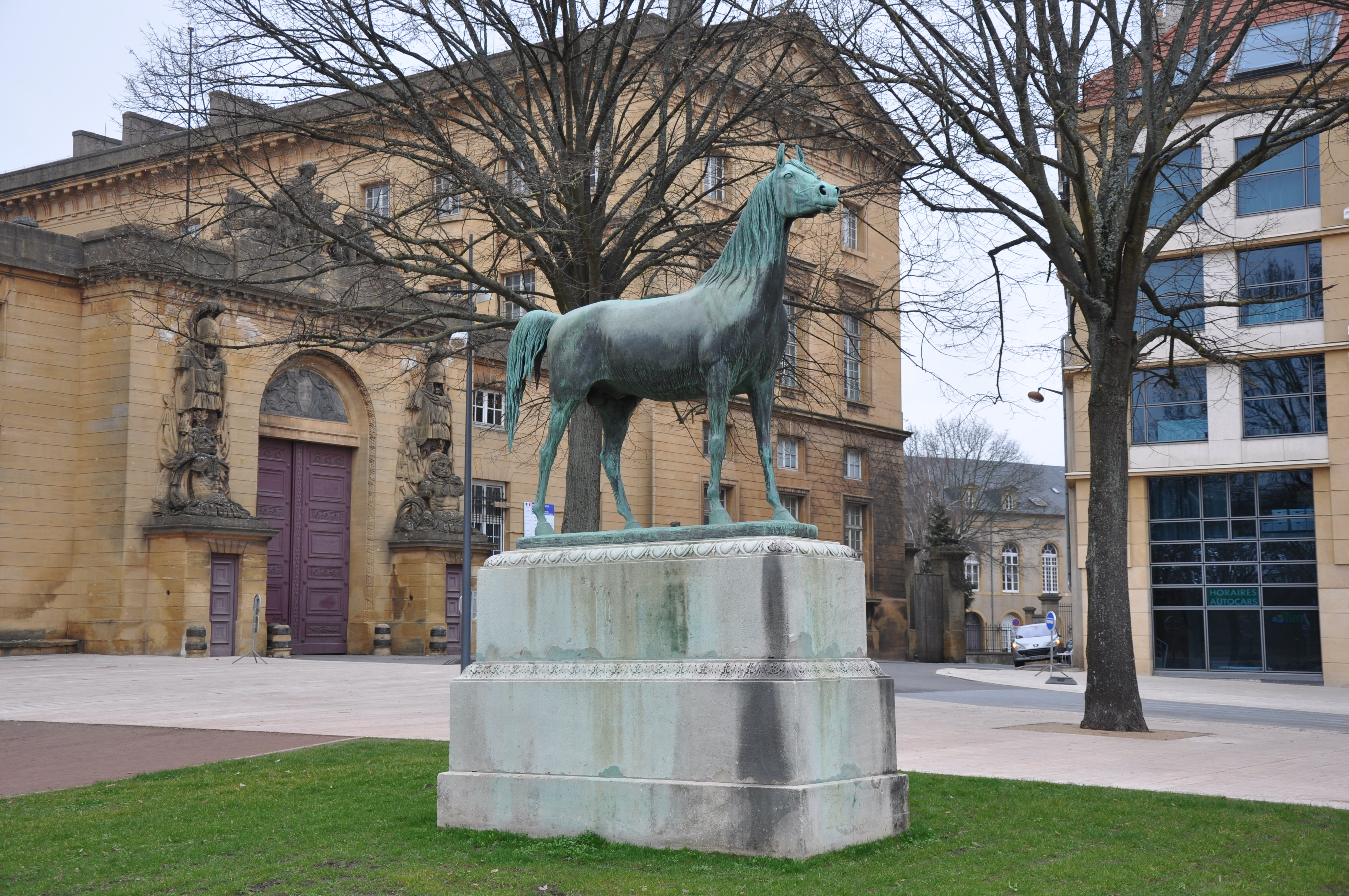
Le Cheval pur-sang (1852) auf der Esplanade, Metz
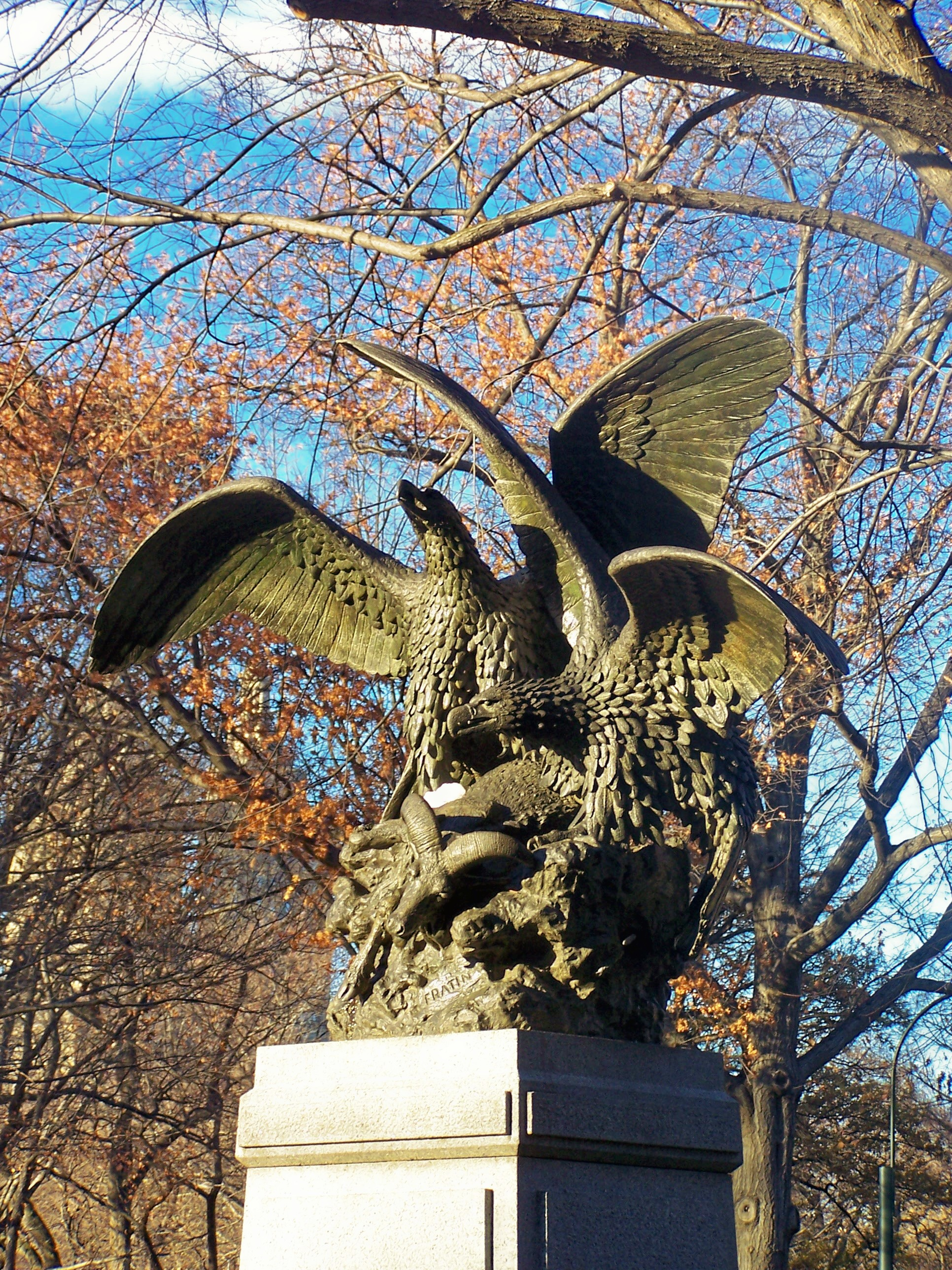
Deux Aigles Gardant Leur Proie (1863) im Central Park, New York City

## Werke (Auswahl)
- Lion à la crinière, 1860
- Sanglier attaqué par des chiens
- Lion capturant un gavial
- Fier taureau
- Jument et son poulain
- Singe au portefaix assis sur une fontaine
- Ours jouant avec ses petits
- Combat d’Ours
- Ours dentiste
- Ours au bassinoire
- Ours philosophe
- Ours horloger
- Ours violoniste
- Ours et singe pédicure, 1850
- L’Ours triomphant
- Ours ramasseur de papier
- Ours à la masse
- Ours acrobates
- Ours dansant
- Voyage de cabinet
- Serpents et Faunes, 1850
- Griffons, angelots et masques, 1850
- Boucs et panthères, 1860
- Rhinocéros d’Asie

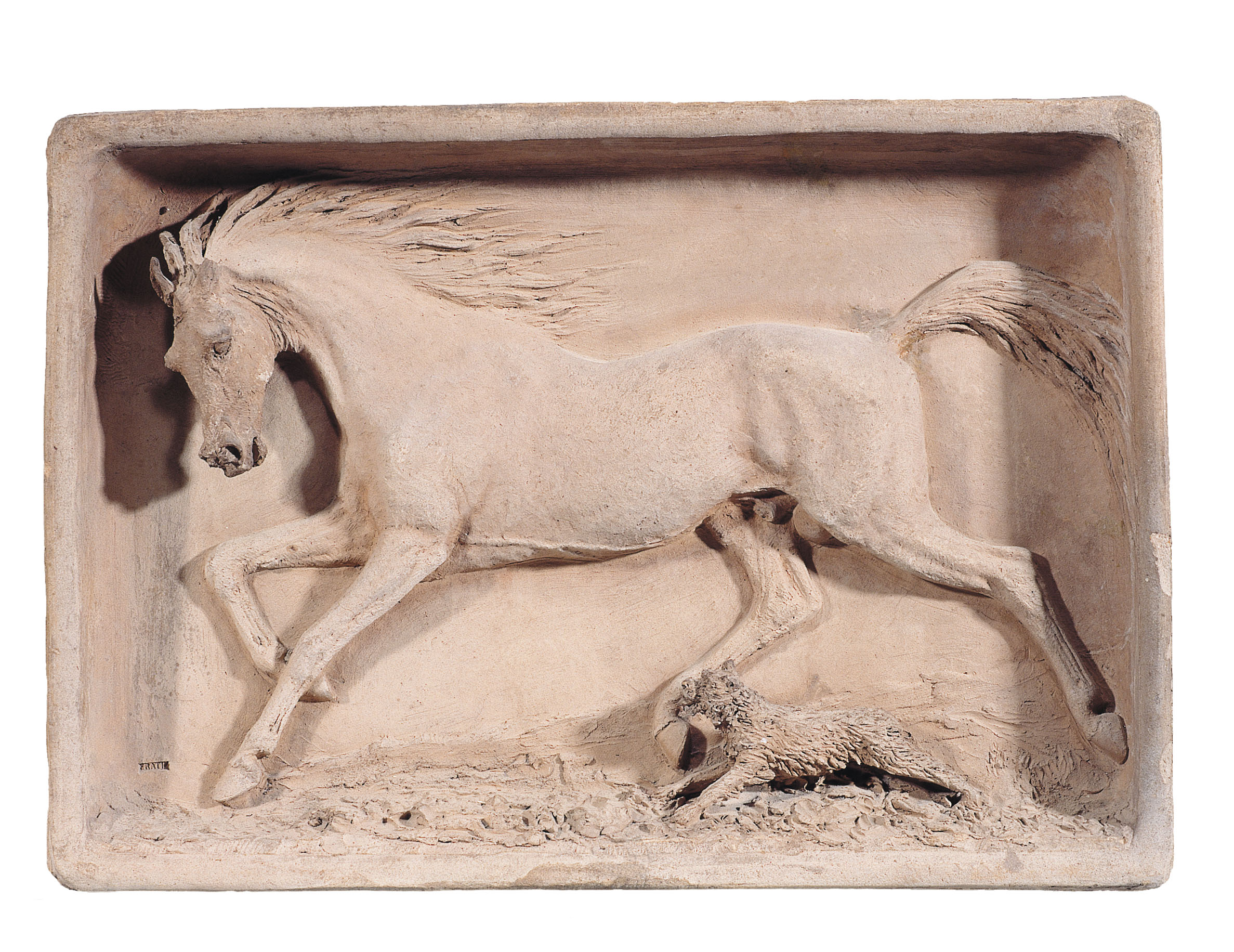
Cheval et Chien
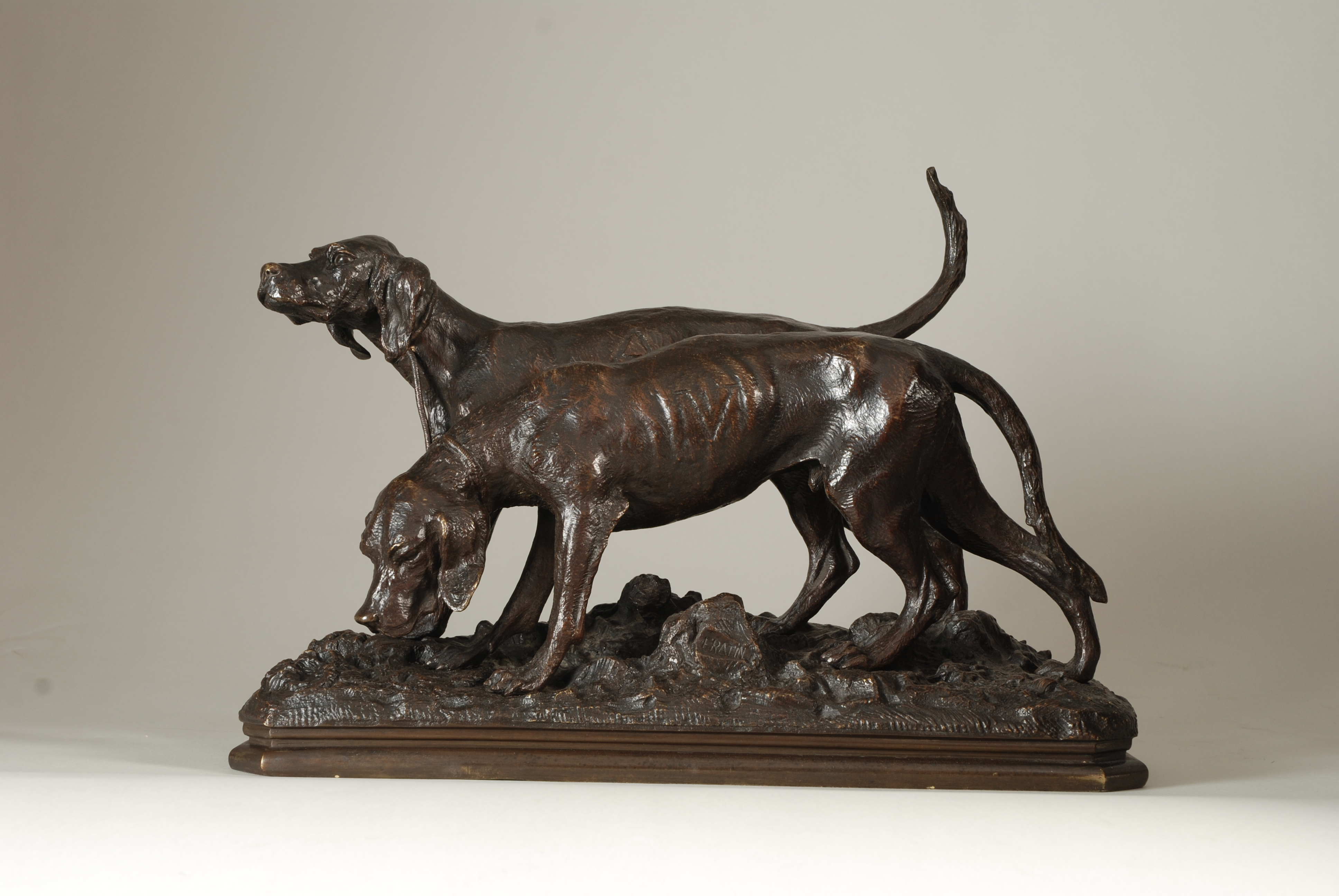
Chien de chasse
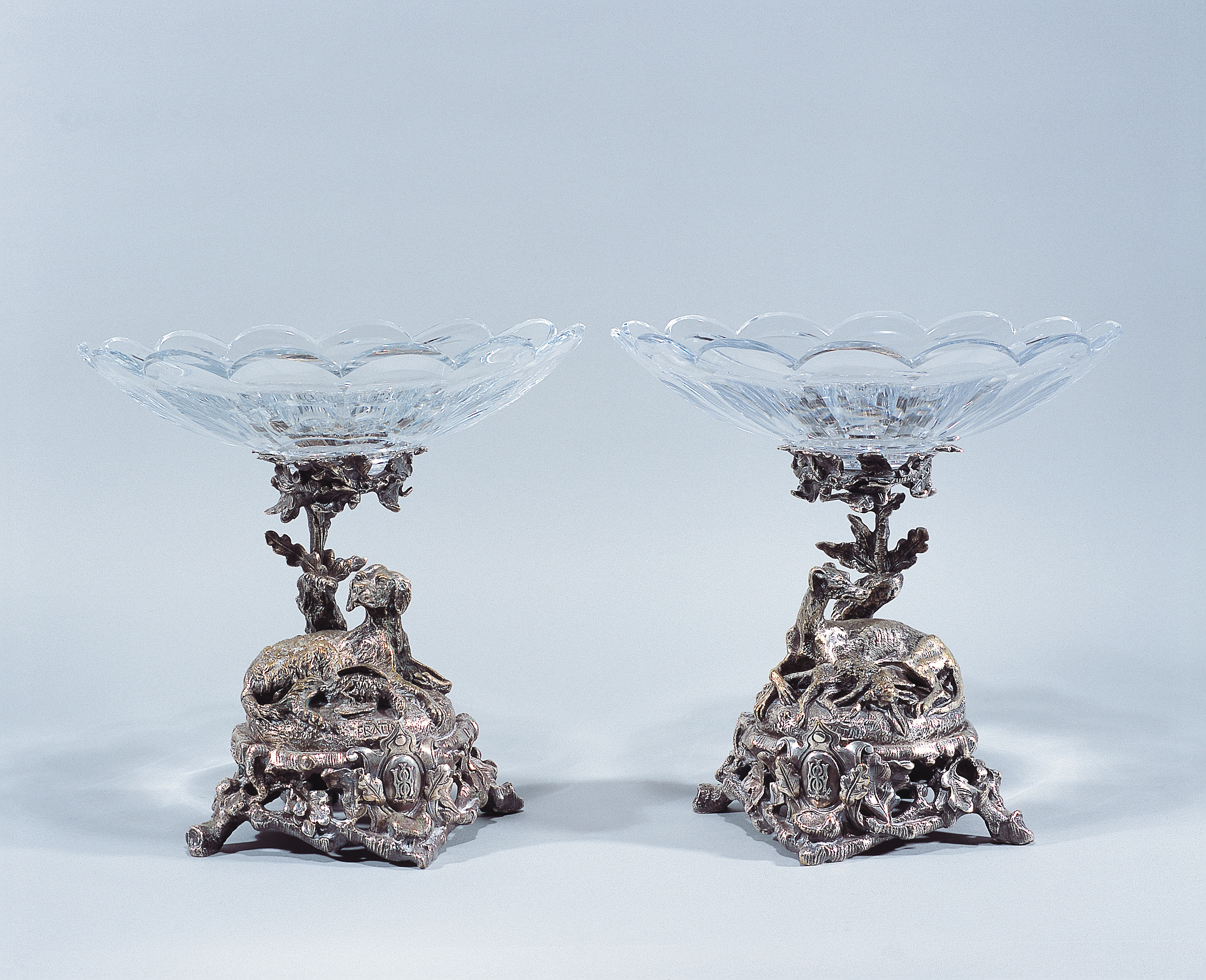
Paire de coupe décorative
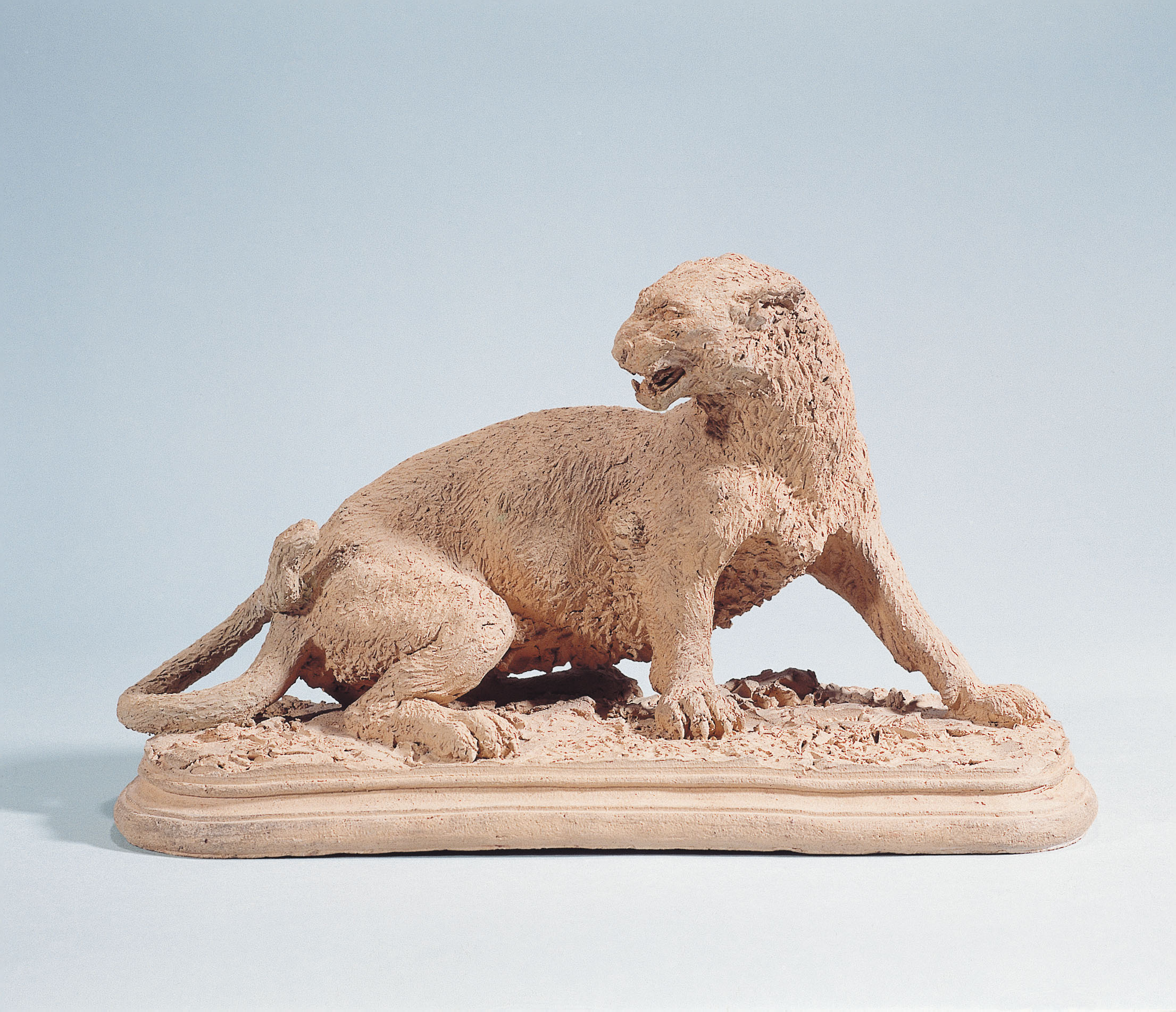
Jaguar grondant
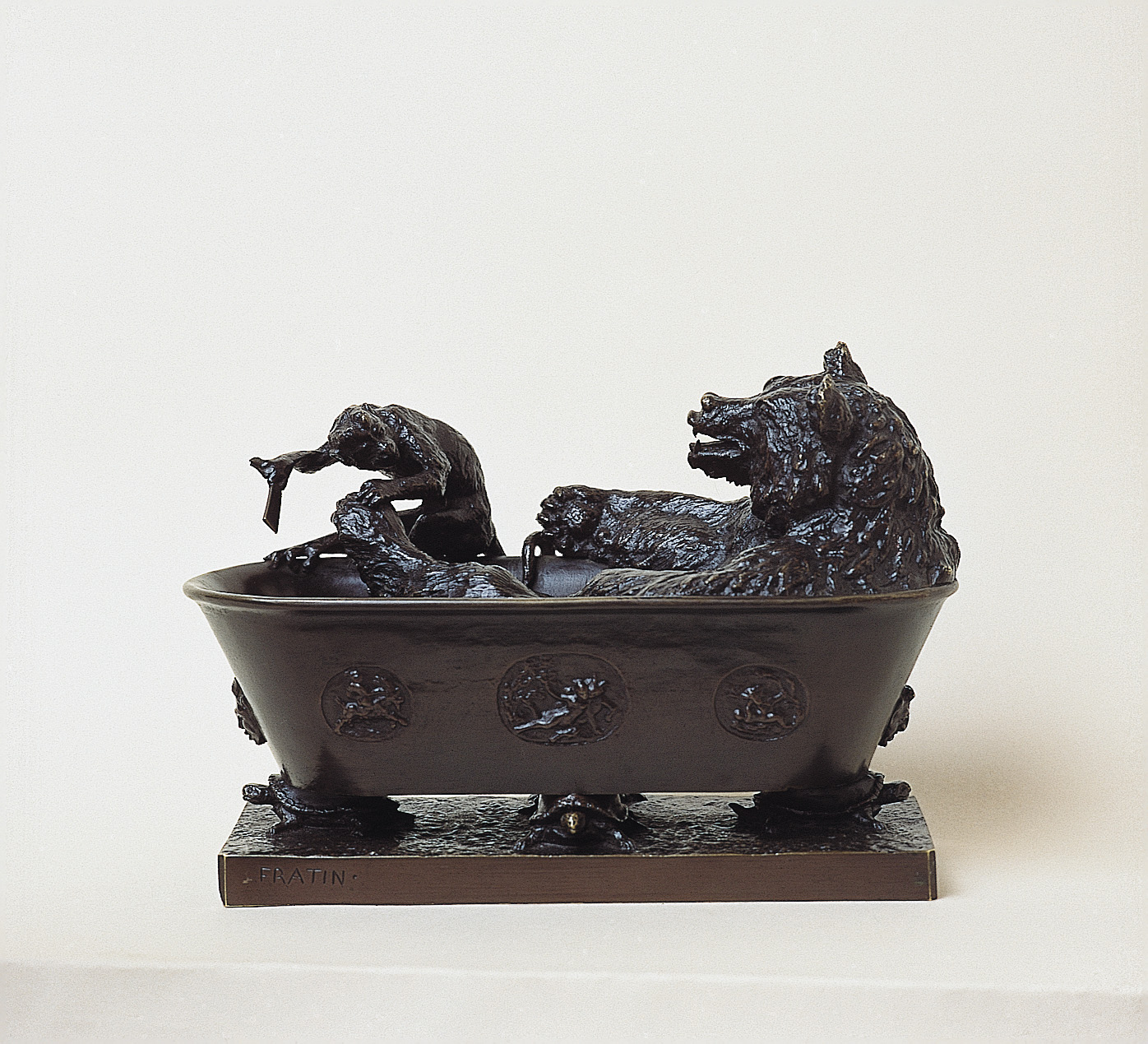
Ours et singe pédicure
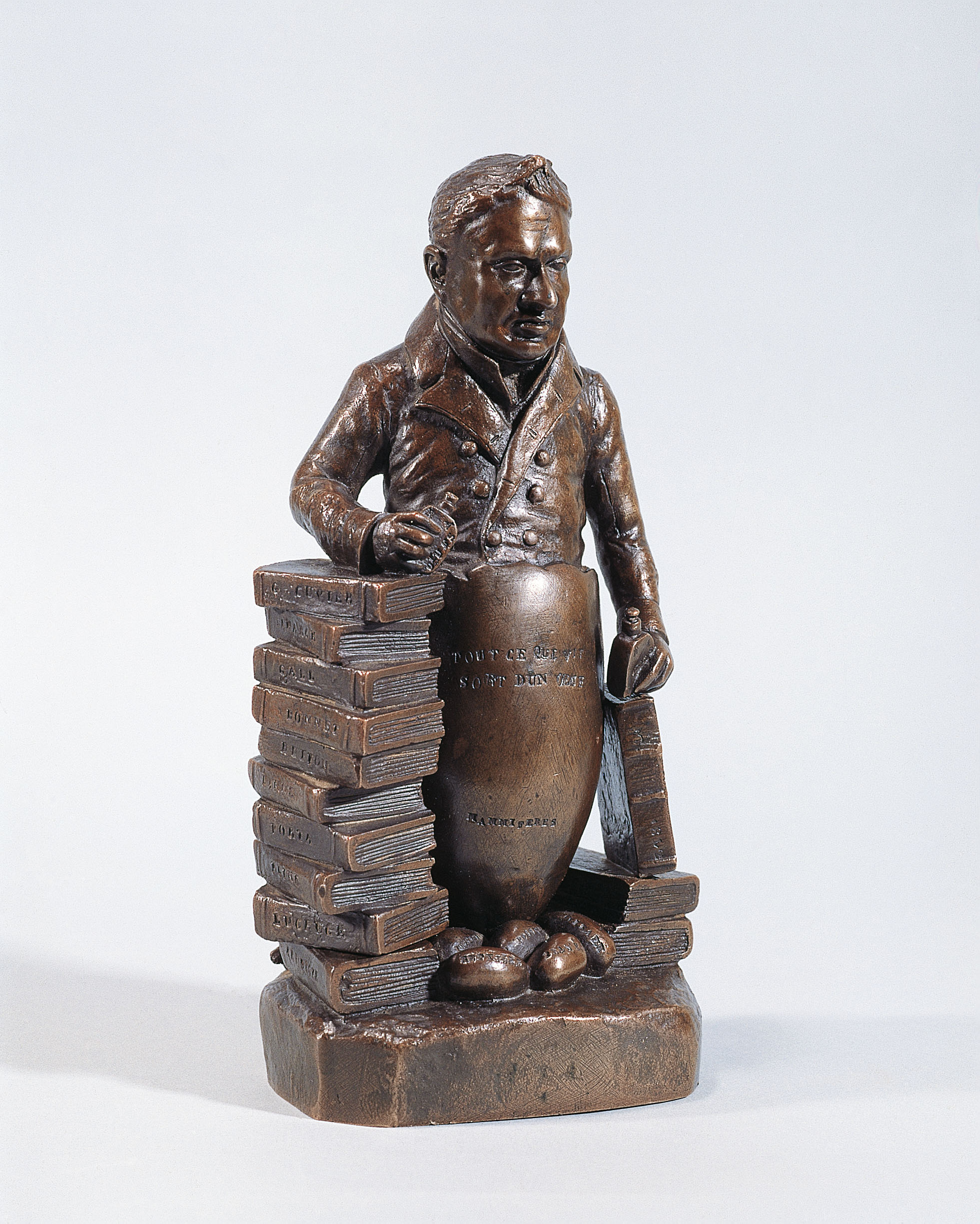
Tout ce qui vit sort d’un œuf
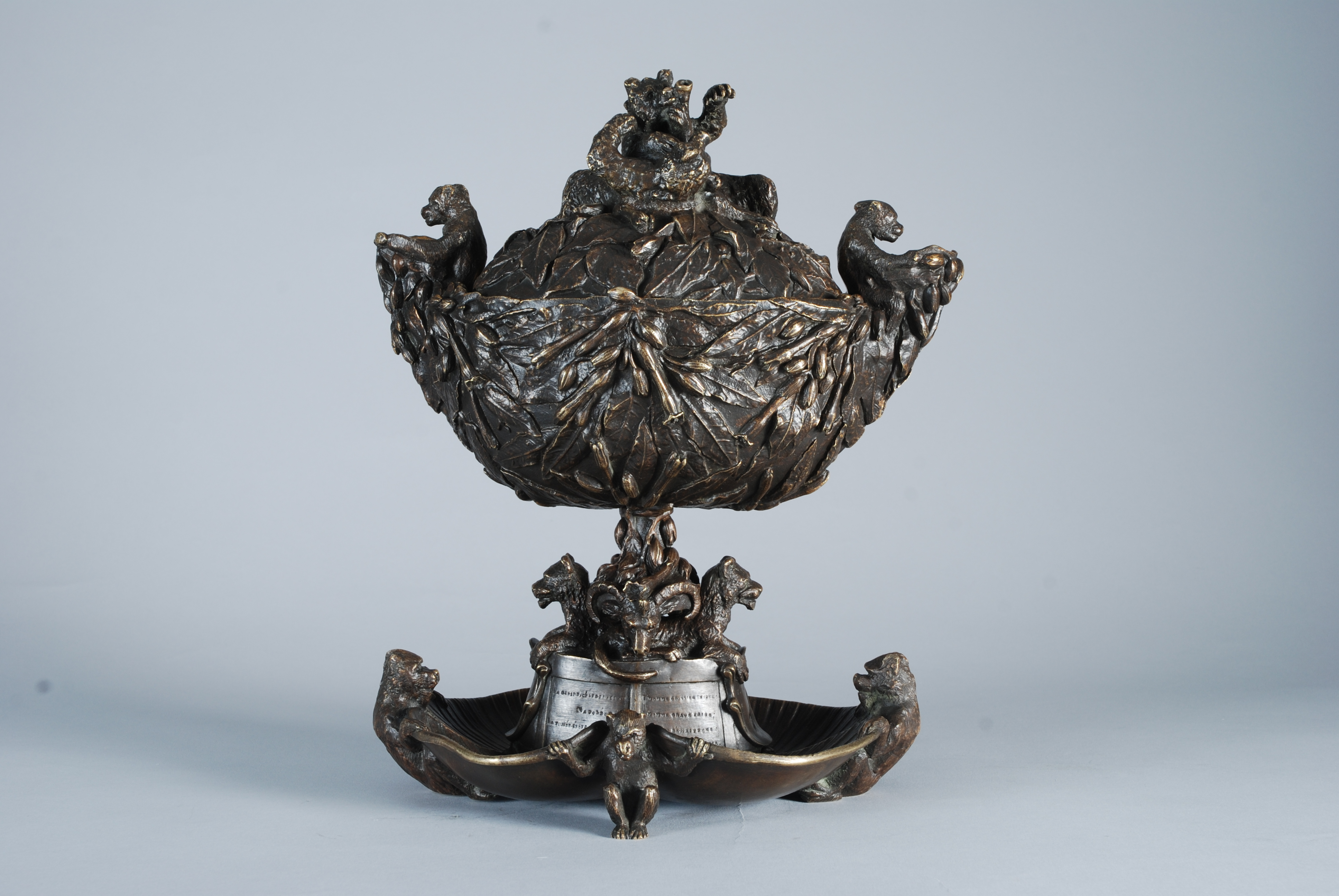
Port-cigares Jean Nicot
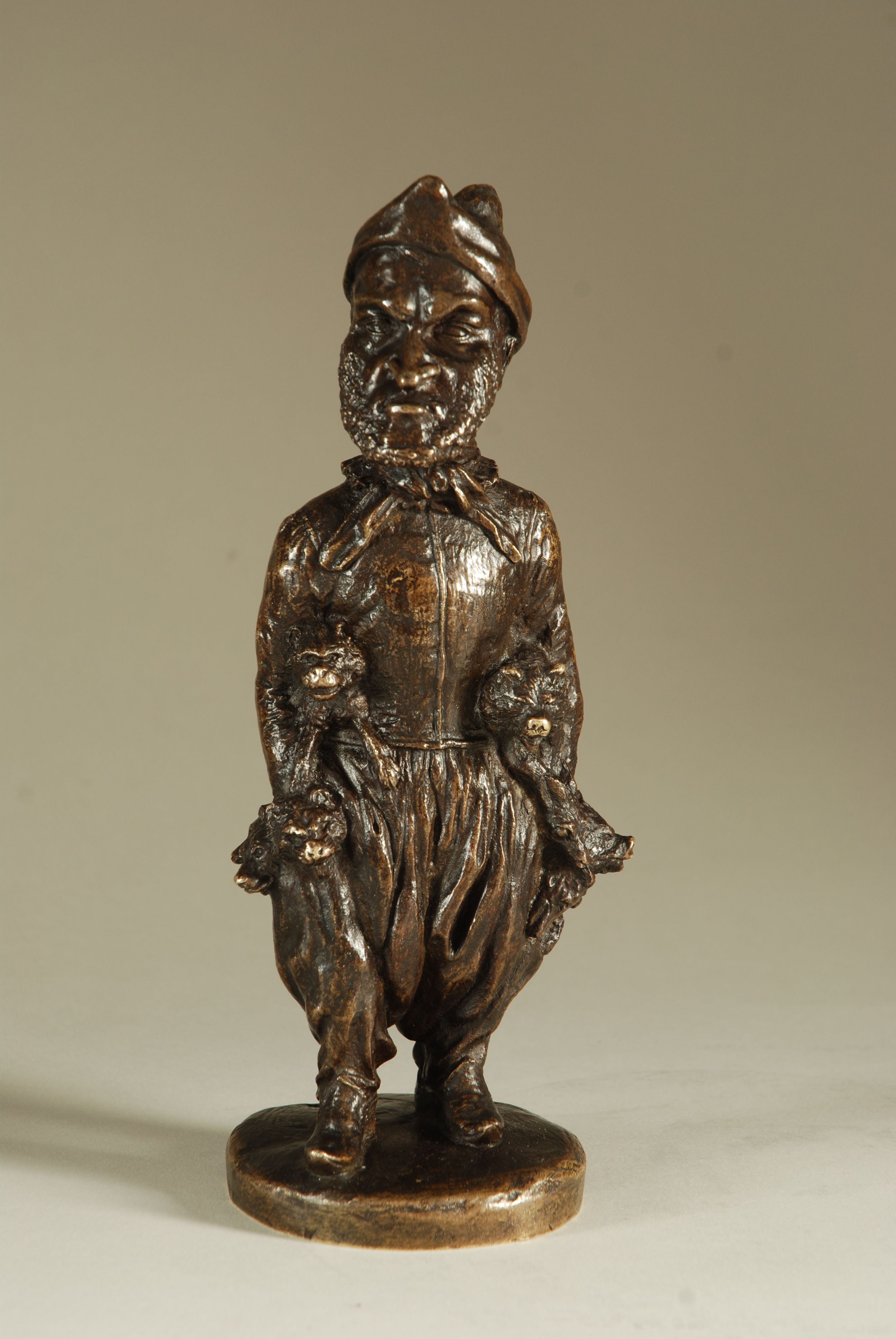
Selbstbildnis